# Cymatocarpus heterophyllus
Cymatocarpus heterophyllus là một loài thực vật có hoa trong họ Cải. Loài này được (Popov) N.Busch mô tả khoa học đầu tiên năm 1927.